# Jacques Prévert
Jacques Prévert (n. 4 februarie 1900, Neuilly-sur-Seine, Seine, Franța – d. 11 aprilie 1977, Teloché, Pays de la Loire, Franța) a fost un poet și un scenarist francez, asociat cu suprarealismul.
După succesul primului său volum de poezii, Paroles (la vârsta de 45 de ani) devine, grație limbajului familiar și jocurilor de cuvinte, un mare poet popular. Poeziile lui sunt celebre în cadrul statelor francofone și sunt învățate în școlile franceze.